# Qırıqlı (Goranboy)
Qırıqlı è un comune dell'Azerbaigian situato nel distretto di Goranboy. Conta una popolazione di 932 abitanti.